# Flying Whales
Flying Whales est une start-up fondée par Sébastien Bougon en septembre 2012. Elle collecte des fonds, dans le but de construire et d'exploiter des ballons dirigeables à structure rigide. Les futurs aérostats sont destinés aux transports de charges lourdes ou indivisibles.
À l'origine, la société est créée pour permettre à l'ONF d'agrandir sa zone d'exploitation des forêts, notamment celles qui sont difficilement accessibles ou éloignées de toute infrastructure. 
Le projet de ballon dirigeable est dénommé LCA60T.

## Historique
Le projet se développe lors d’une phase de pré-étude à partir de 2013 jusqu’en 2016. Il est retenu dans les 34 plans du programme Nouvelle France Industrielle lancé le 12 septembre 2013,.
La région Nouvelle-Aquitaine, l’ONF et le constructeur aéronautique chinois AVIC participent à une première levée de fonds en 2017, pour un montant de 10 millions d’euros, au profit de Flying Whales.
Bpifrance annonce en mars 2018, un investissement de 25 millions d’euros pour soutenir ce projet de dirigeable gros porteur, dans le cadre du programme d'investissements d'avenir (PIA). Le LCA60T représente un investissement en R&D de 61 millions d’euros sur 4 ans.
Une deuxième levée de fonds est réalisée en 2019, pour un montant de 30 millions d’euros avec de nouveaux partenaires dont le gouvernement québécois qui entre au capital de l’entreprise en octobre de la même année via la société d’État Investissement Québec.
En octobre 2020, la start-up signe un protocole de coopération avec une société de logistique industrielle, Idea. Le développement du dirigeable et la construction de l'usine, sur un terrain de 50 hectares à Laruscade, représente un investissement total de 450 millions d'euros,. Cette nouvelle activité pourrait être potentiellement à l’origine de la création de 200 à 300 emplois.
Début 2021, Flying Whales entre au FT120, un label du gouvernement français dédié aux startups en phase de croissance.
En octobre 2021, Flying Whales et la collectivité territoriale de Guyane annoncent la signature d’un accord de partenariat portant sur une étude de trois ans visant à évaluer l’apport potentiel du LCA60T dans le désenclavement de la région.
Une troisième levée de fonds d'un montant 122 millions d'euros, est annoncé fin juin 2022. L'État français entre au capital par l'intermédiaire de French Tech souveraineté, un fonds créé dans le cadre du plan France Relance. La principauté de Monaco entre également au capital, via la société nationale de financement. Le gouvernement du Québec, par l'intermédiaire d'Investissement Québec renforce sa position, tout comme ALIAD la filiale d'Air Liquide et le Groupe ADP, qui augmentent également leurs participations,,. Cette troisième levée de fonds permet de boucler le plan de financement initial estimé à 450 millions d'euros.
En février 2023, la startup rejoint le Next40.

## Dirigeable LCA60T
L'entreprise développe un projet de grand ballon dirigeable à structure rigide : le LCA60T (pour Large Capacity Airship 60 Tons). Sa propulsion hybride, thermique et électrique, est conçue par Pratt & Whitney ainsi que Safran,. Le cahier des charges de l'appareil, développé conjointement avec l'ONF, indique qu'il doit être capable de charger et décharger sa cargaison avec un système de treuil, en restant en l'air, en état stationnaire et sans infrastructure au sol.

### Conception
Lors de la première campagne d’essais en soufflerie, qui s’est déroulée en 2018 à l’Institut de mécanique des fluides de Lille, l’ONERA a utilisé une maquette du LCA60T au 1/150ème pour simuler l’évolution aérodynamique du dirigeable en conditions de vol. La maquette utilisée en mécanique des fluides numérique, permet d'optimiser le « modèle grandeur » par rapport aux contraintes environnementales (vent, pluie, neige, …).
L’ensemble des simulations de vol et la reproduction des conditions météorologiques nécessitent une grande puissance de calcul, que l’entreprise satisfait alors en s’appuyant sur le cloud public d’Amazon Web Services.
Pour la réalisation du dirigeable, Assystem, une société spécialisée dans l’ingénierie, envisage une construction « stéréo-lithographique », plutôt que des techniques d'assemblage traditionnelles.
Les sociétés Epsilon composite, Zodiac Aerosafety Systems, REEL et Tecalemit Aerospace étudient la réalisation de la structure en composite, les enveloppes, le système de gestion de la charge utile et les systèmes de ballastage.
En juin 2022, Flying Whales regroupe quarante entreprises au sein d'un consortium.

### Capacités techniques
Le LCA60T utilise l’hélium comme gaz porteur. 
En septembre 2021, le groupe français d’électronique et de défense Thales annonce la signature d’un partenariat avec Flying Whales, pour équiper le cockpit du LCA60T de sa suite avionique Flytx. C'est une version à deux écrans tactiles de son système de calculateur critique de vol. Ces technologies lui confèreraient un niveau d’interaction « inédit ».
L’entreprise française Safran, via sa filiale Safran Electrical & Power, s’est également prononcée en octobre 2021 sur la signature d’un accord avec Flying Whales portant sur les systèmes de génération et de distribution d’électricité qui composeront le LCA60T. Fournis par le groupe industriel, ces équipements auront pour tâche d’alimenter les réseaux internes et non-dédiés à la propulsion du dirigeable, en comprenant les convertisseurs de puissance et les batteries de l’aéronef,.

## Principaux partenaires et actionnaires
Bpifrance est partenaire du projet avec un investissement de 25 millions d’euros réalisé en mars 2018.
En octobre 2016, AVIC General France, une filiale de l'avionneur chinois AVIC, entre au capital de Flying Whales.
Lors de la première augmentation de capital en 2017, d'un montant de 10 millions d’euros, une structure capitalistique à deux niveaux est mise en place, avec d'un côté une holding : Fl Wh Holdco et de l'autre une société par actions simplifiée : Flying Whales SAS. La holding regroupe le fondateur M. Bougon (avec 76,88 %), la région Nouvelle-Aquitaine (avec 14,84 %), des personnes physiques réunies dans SEAFIVE (avec 5,99 %) et l’ONF (avec 2,28 %).
En 2017, Flying Whales SAS est détenu par cette holding à hauteur de 75,01 % et par AVIC General France avec 24,99 %. Cette dernière bénéficie d’une clause anti-dilution, via un mécanisme de « share call option ».
En 2019, la société annonce l'entrée dans son capital de trois groupes industriels français : le Groupe ADP, Bouygues et Air liquide. Cela s'est fait par l'intermédiaire d'ADP ingénierie pour le Groupe ADP et par l'intermédiaire d'ALIAD pour Air liquide, sa filiale spécialisée dans le capital risque,.
En 2021, le groupe AVIC  se retire officiellement du capital de Flying Whales, avec le rachat de la totalité des parts de l’avionneur chinois (24,99%) par les actionnaires français de l'entreprise et le groupe bancaire Oddo BHF.

### Évaluation de la société par la Commission des participations et des transferts
Lors de cette augmentation de capital, après avis de la Commission, la région Nouvelle-Aquitaine avec 7,75 millions d'euros, les groupes industriels privés ADP, Bouygues et Air liquide ; Thémaris et family office ZOE effectuent un investissement total de 15,25 millions d'euros, dans Fl Wh Holdco. Le capital de Flying Whales SAS augmente de 30 millions d’euros, avec 15 millions d’euros pour AVIC General France, après exercice de sa « share call option » et 15 millions d’euros pour Investissement Québec (IQ), pour le compte du gouvernement du Québec. 5 millions d'euros supplémentaires sont prévus pour la filiale canadienne de Flying Whales,.
En 2019, Fl Wh Holdco est détenu par M. Sébastien Bougon (avec 38,12 % de participation), la région Nouvelle-Aquitaine (32,99 %), Air Liquide, ADP, Bouygues, Thémaris, family office ZOE (avec 24,79 %), SEAFIVE (2,97 %), et l’ONF (1,13 %).
Flying Whales SAS est détenu à 50,02 % par Fl Wh Holdco, à 24,99 % par AVIC General France et à 24,99 % par Investissement Québec (IQ).
Le 3 juillet 2019, la Commission présidée par M. Bertrand Schneiter, à la suite du rapport de l'expert, conclut à une valorisation de Flying Whales d’environ 63 millions d’euros. Elle détermine également, une valorisation des titres Fl Wh Holdco de l’ordre de 31,5 millions d’euros.

## Problématique technique et économique

### Critiques du projet
Un dirigeable gros porteur à propulsion hybride comme le LCA60T cherche à transporter des charges lourdes avec un bilan carbone plus faible que les transports routiers ou aériens traditionnels. Selon Transport et environnement, une organisation européenne regroupant une cinquantaine d'ONG, l’innovation pour réduire les émissions du transport aérien est importante, mais les projets de construction de ballons dirigeables apparaissent plus comme une distraction que comme une véritable solution pour réduire l’impact environnemental du secteur. Aucune étude de l’organisation n’a cependant permis de confirmer cette thèse.
À Ottawa en juillet 2020, le ministère de l'Innovation, des Sciences et de l'Industrie n’a pas encore donné son autorisation d’exploitation à la filiale québécoise. Le gouvernement fédéral (Ottawa) s’interroge sur le risque d’espionnage industriel ou sur la perte de propriété intellectuelle du fait de la présence de la « société d’État chinoise AVIC » dans l'actionnariat de Flying Whales SAS (avec 24,99 %). Cependant, cela ne concerne que la filiale québécoise (les 5 millions d'euros).
Dans un article du quotidien Le Devoir, publié à Montréal en juillet 2020, Jérome Beaugrand-Champagne regrette le placement d'Investissement Québec. Il s'inquiète aussi de la « transformation en application militaire des dirigeables une fois équipé de radars et de senseurs ».
François Legault, le premier ministre du Québec depuis 2018, défend avec vigueur le projet et incite les québécois à « se réconcilier avec la prise de risques ». Des experts mandatés par l’ancien gouvernement Couillard avait jugé ce projet « irréaliste ».
À la suite du retrait d'AVIC en 2021 et de la levée du véto d'Investissement Canada, Investissement Québec renforce sa position dans la start-up en juin 2022, avec un investissement évalué à 55 millions de dollars canadiens.